# 紫藤南天
紫藤 南天（しとうなんてん、生没年不詳）は日本の漫画家。明治から大正にかけて風刺漫画を多く手掛けた。

## 概要
生年不詳。18歳か19歳の頃に漫画を描き始め、その作品が北澤楽天に認められる。以降、楽天門下の漫画家として政治漫画・風刺漫画を手掛け、明治末期から大正中期に『時事新報』『東京パック』などで活躍した。特に1912年（大正元年）の時事新報紙面には、ほぼ毎号、紙面のスペースを大きくとって紫藤の漫画が掲載された。「NAN」という署名を用いた。
1923年には第八回漫画展（東京漫画会）に「クヰーンの朝」と題する裸足で階段を掃除する女給の漫画を出展しており、岡本一平などの作品と共に「階級意識や社會意識を取り扱つたのなぞ注目に價する」と評されている。
その後、紫藤は子供漫画に活動の場を移す。1948年（昭和23年）には三心社から『怪星探検』、『謎の怪盗』という漫画を出版していることが記録されている。

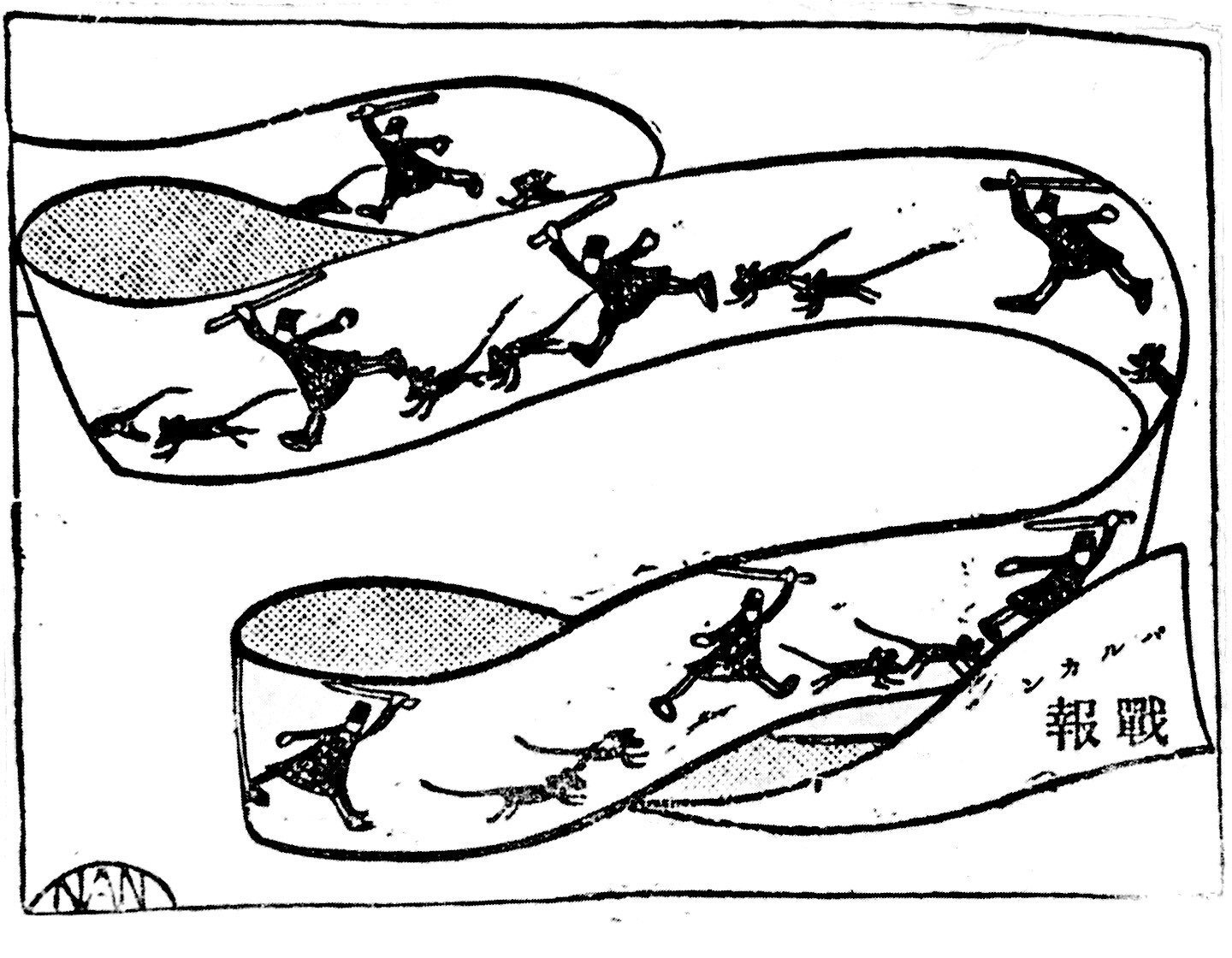
「不得要領のフィルム追ふて居るのか追はれて居るのか」（1912年）。第二次バルカン戦争を題材とした風刺漫画。
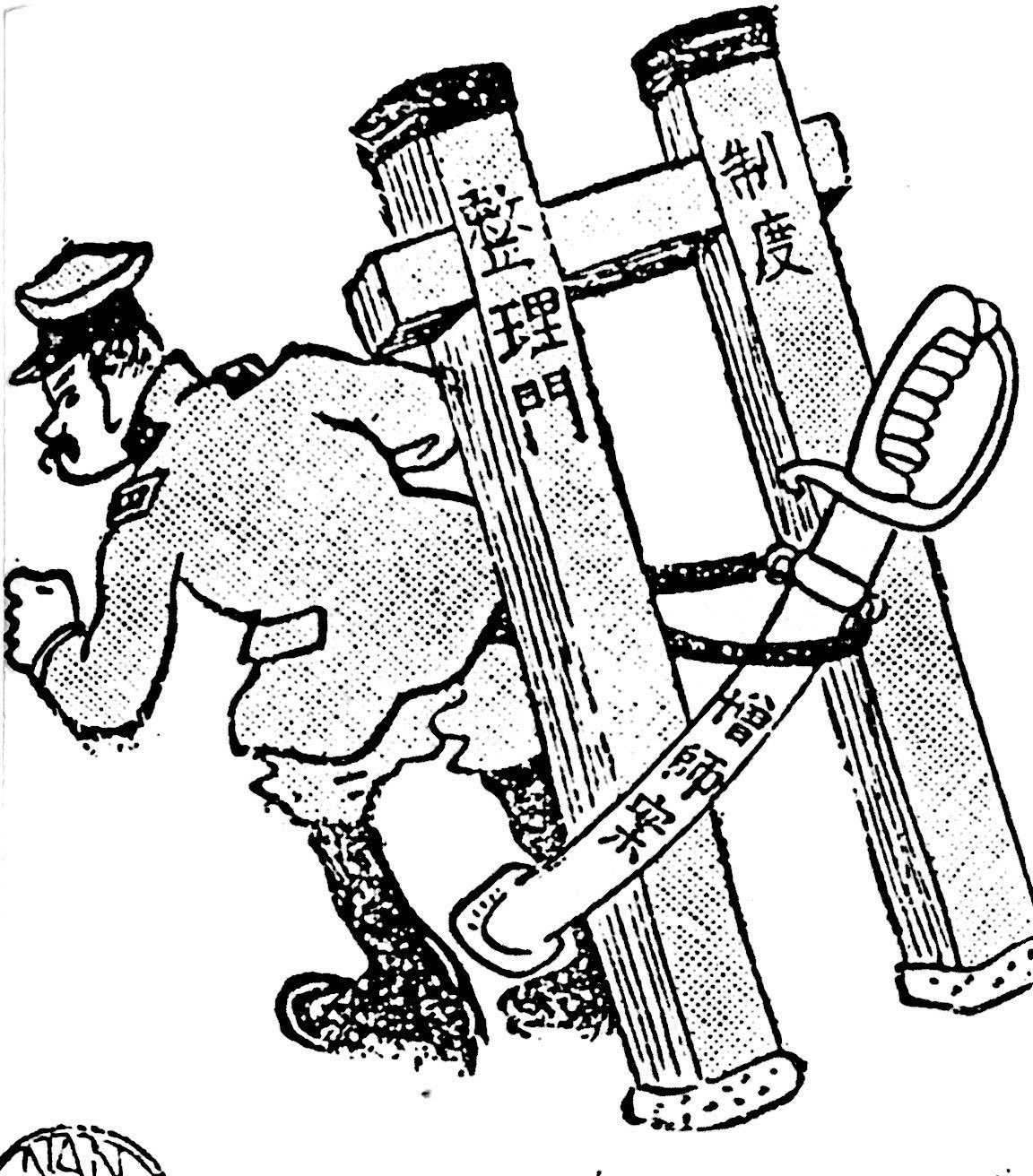
「剣が折れるか門が倒れるか」(1912年)。増師問題についての風刺漫画。